# Государственная научная архитектурно-строительная библиотека имени В. И. Заболотного
Государственная научная архитектурно-строительная библиотека имени В. И. Заболотного — единая библиотека государственного значения по строительству и архитектуре. Библиотека, созданная как Научная библиотека при Президиуме Украинского филиала Академии архитектуры СССР 26 марта 1944 года.

## О библиотеке
В библиотеке имеются множество материалов по архитектуре про таких известных архитекторов как: В. И. Заболотный, И. Ю. Каракис, А. В. Добровольский, П. Ф. Алешин, Милецкий А. М. и др. Библиотека подчинена Министерству регионального развития и строительства Украины.

## История библиотеки

### Названия библиотеки
- 1944—1956 гг. — Научная библиотека Академии архитектуры УССР;
- 1956—1963 гг. — Научно-техническая библиотека Академии строительства и архитектуры УССР;
- 1963—1989 гг. — Научно-техническая библиотека НИИСП Госстроя УССР;
- 1989—1993 гг. — Республиканская отраслевая научно-техническая библиотека по строительству и архитектуре Госстроя УССР;
- 1993—1998 гг. — Государственная научная архитектурно-строительная библиотека Госстроя УССР;
- Октябрь 1998 г. — Библиотеке присвоено имя В. Г. Заболотного[2].

### Расположение библиотеки
- 1944—1985 — Митрополичий дом Софийского заповедника (Киев, ул. Владимирская, 24)
- 1985—2014 — Гостиный двор (Киев, Контрактовая пл., 4.) (В 2011 г. здание Гостиного двора решили перестроить и для этого удалили из списка памятников архитектуры[3][4]. Затем выселели всех арендаторов.)
- 2014 — настоящее время — Киев, проспект Победы, 50 (Станция метро «Шулявская»).